# Cabañas de la Dornilla
Cabañas de la Dornilla es una localidad perteneciente al municipio de  Cubillos del Sil, en la comarca de El Bierzo, provincia de León, comunidad autónoma de Castilla y León, España.
Es la tercera población en número de habitantes del municipio (la página del INE fija para el 2008 dos cantidades distintas para esta localidad  -Véase: - 227 y 213 habitantes, siendo varones 124 y 115 y mujeres 103 y 98.
La población de esta localidad no se concentra en un núcleo central, como suele ser habitual en muchas de las localidades cercanas sino que está muy repartida por toda su superficie

## Situación
Las poblaciones más cercanas son Cubillinos, Posadina, Cabañas Raras y la capital municipal Cubillos del Sil.

## Evolución demográfica
| 2000 | 2001 | 2002 | 2003 | 2004 | 2005 | 2006 | 2007 | 2008 | 2009 | 2010 | 2011 | 2014 |
| 244  | 252  | 236  | 236  | 230  | 218  | 231  | 232  | 227  | 234  | 220  | 220  | 232  |

- Datos: Q5737969

## Fiestas locales
San Mamés el 7 de agosto